# Unai Emery Etxegoien
Unai Emery Etxegoien (Hondarribia, 1971) és un exfutbolista i entrenador de futbol basc, actual entrenador de l'Aston Villa.

## Trajectòria esportiva
Nascut el 1971, net del porter de futbol pajarito Emery, son pare també va ser porter de futbol, al Deportivo de la Corunya i al Recreativo de Huelva. Ell, en canvi, va jugar d'interior esquerre, passant la seua trajectòria en equips de Segona i Segona divisió 'B', si bé va arribar a debutar en primera divisió.
La seua carrera futbolística va començar a les categories inferiors de la Reial Societat. Entre 1990 i 1995 va jugar durant 5 temporades en el filial de Segona 'B'. No va donar el salt al primer equip fins a la temporada 1995-96, de la mà de l'entrenador Salva Iriarte, on només acabaria jugant cinc partits.
Va arribar a debutar en Primera en la temporada 95-96 amb la Reial. Va jugar molt poc eixe any en la Reial, sols 5 partits en Lliga i 1 de Copa del Rei, eixint sempre com substitut, encara que va arribar a marcar 1 gol a l'Albacete Balompié en Lliga.
Sense assolir lloc en la Reial, Emery va fitxar pel Club Deportivo Toledo, que en eixos moments jugava en la Segona 'A', on jugaria entre 1996 i 2000 durant 4 temporades. Emery va ser un jugador dels habituals en el Toledo durant eixes 4 temporades, arribant a disputar 126 partits de Lliga i marcar 2 gols. Quan l'equip va descendir a Segona 'B', en finalitzar la temporada 1999-00, Emery va fitxar pel Racing de Ferrol, que acabava d'ascendir a la Segona divisió.
Va ser durant la seua estada en terres gallegues quan es va animar a traure's el carnet d'entrenador nacional.
També va estar jugant durant 1 temporada en el Leganés, en total 215 partits a la Segona divisió 'A' en la seua carrera.
El 2003 va fitxar pel Lorca.
Al novembre de 2004, en la seua segona temporada en el Lorca, l'entrenador Quique Yagüe va ser acomiadat del club després d'una derrota contra el Ceuta. El president del Lorca va oferir a Emery, que duia diversos mesos lesionat en el genoll, la possibilitat si es fes càrrec de l'equip. Emery va acceptar, es va retirar del futbol i va agafar les regnes de l'equip.
Es va retirar com a futbolista quan tan sols tenia 33 anys.

### Clubs
| Club               | País          | Any       |
| ------------------ | ------------- | --------- |
| Reial Societat B   | Euskal Herria | 1990-1995 |
| Reial Societat     | Euskal Herria | 1995-1996 |
| CD Toledo          | Espanya       | 1996-2000 |
| Racing de Ferrol   | Galícia       | 2000-2002 |
| CD Leganés         | Espanya       | 2002-2003 |
| Lorca Deportiva CF | Espanya       | 2003-2004 |

## Trajectòria esportiva com a entrenador

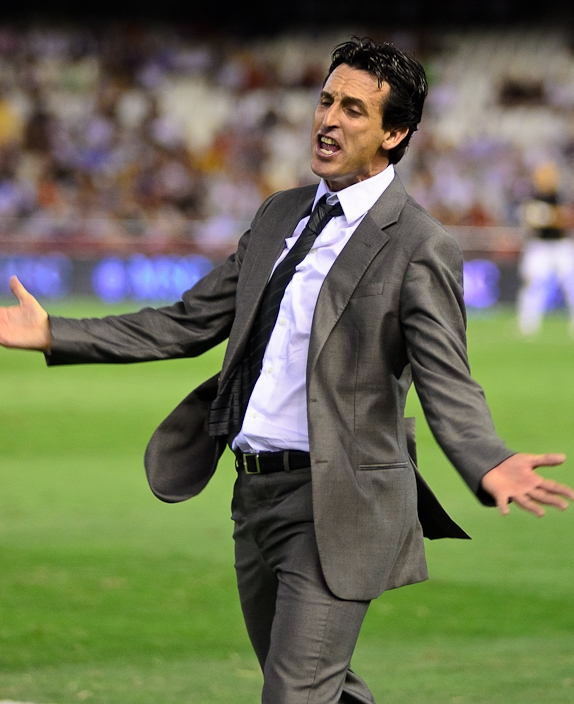
Unai Emery a la banqueta del València CF.

La temporada 2004-05 la comença com a jugador del Lorca, el seu entrenador és destituït i ell acaba sent contractat com tècnic.
Pocs mesos després que es fes càrrec del Lorca, l'equip va ascendir a Segona divisió 'A'. La següent temporada va convertir al Lorca en la revelació de Segona; tant que, contra tot pronòstic, va arribar fins a l'última jornada amb possibilitats d'ascendir a Primera. Va rebre el Trofeu Miguel Muñoz com a millor tècnic de la Segona divisió espanyola de futbol 2005-06.
La temporada 2006-07 va fitxar com a entrenador de la UE Almeria, equip que, de la mà d'Emery, va quallar també una excel·lent campanya i va acabar ascendint a la Primera Divisió, ocupant el 2n lloc en la taula de classificació. Aquesta temporada Unai va rebre novament, per segon cop consecutiu, el Trofeu Miguel Muñoz al millor tècnic de la Lliga BBVA, ara anomenada Lliga Adelante.
La temporada 2007-08 va seguir la seua aventura amb l'equip andalús en primera, sent un dels tècnics revelació i acabant en 8è lloc amb 52 punts, el que va convertir l'Almeria en un dels equips revelació i en el segon millor equip recent ascendits de tota la història de la Primera Divisió.
El 22 de maig de 2008, avalat pels seus èxits anteriors, va signar amb el València CF per dues temporades. Posteriorment, a l'estiu de 2010, àmplia la seva vinculació amb l'entitat per una temporada més després de classificar a l'equip che per la Lliga de Campions de la UEFA. Al juny de 2009 participa en el IV Clínic d'Entrenadors de Lanzarote al costat de Josep Guardiola i Sala i José Luis Mendilibar.
A la temporada 2010/2011 torna a classificar en tercer lloc al València CF malgrat les vendes de les figures de l'equip, David Villa (al FC Barcelona) i David Silva (al Manchester City FC), motiu pel qual torna a renovar per una temporada més, fins a l'estiu de 2012.
El 7 de maig de 2012, Unai Emery confirma el nom del seu nou equip, el Spartak de Moscou de la Lliga Premier de Rússia. No obstant això, amb prou feines va estar uns mesos al capdavant de l'equip rus, ja que va ser destituït al novembre de 2012 pels mals resultats collits.
El 14 de gener de 2013, el tècnic basc torna a la Lliga espanyola, signant com a nou entrenador del Sevilla Futbol Club en substitució del destituït Míchel fins al juny de 2014. Va portar el club fins a la cinquena posició en la seva primera temporada completa i, a la final de la Lliga Europa de la UEFA de 2014, en què va guanyar contra el SL Benfica a la tanda de penals.
El juny de 2015, després d'una molt bona temporada en què l'equip va guanyar la Lliga Europa de la UEFA per segon cop consecutiu, va renovar el seu contracte com a entrenador per dos anys, fins al 2017.
El maig de 2016 el Sevilla entrenat per Emery va guanyar la seva cinquena Lliga Europa, tercera consecutiva, a Sankt Jakob-Park, contra el Liverpool FC (3 a 1 pels sevillistes).

## Palmarès

### Com a entrenador
Sevilla FC
- 3 Lliga Europa de la UEFA: 2013-14, 2014-15, 2015-16

Paris Saint-Germain
- 1 Ligue 1: 2017-18
- 2 Copes franceses: 2016,17, 2017-18
- 2 Copes de la lliga francesa: 2016-17, 2017-18
- 2 Supercopes franceses: 2016, 2017

Vila-real CF
- 1 Lliga Europa de la UEFA: 2020-21